# Epione impuncta
Epione impuncta är en fjärilsart som beskrevs av Barend J. Lempke 1970. Epione impuncta ingår i släktet Epione och familjen mätare. Inga underarter finns listade i Catalogue of Life.